# Buchenberg (Naturschutzgebiet, Wenigentaft)
Koordinaten: 50° 46′ 3″ N, 9° 55′ 40″ O
Das Naturschutzgebiet Buchenberg (Wenigentaft) liegt im Wartburgkreis in Thüringen.
Das Gebiet erstreckt sich westlich von Wenigentaft, einem Ortsteil der Gemeinde Buttlar, auf einer 375,4 Meter hohen Nebenkuppe des in Hessen benachbarten Buchenberg (Rhön). Westlich, nördlich und südlich des Gebietes verläuft die Landesgrenze zu Hessen, östlich verläuft die Kreisstraße K 102A. Westlich, in Hessen bei Soisdorf (Landkreis Fulda) und bei Mansbach (Hohenroda) (Landkreis Hersfeld-Rotenburg), erstreckt sich das etwa 82,6 ha große Naturschutzgebiet Buchenberg, Grisselborner Wäldchen und Taftgrund bei Soisdorf.

## Bedeutung
Das 32,6 ha große Gebiet mit der Kennung 229 wurde im Jahr 1990 unter Naturschutz gestellt. 